# Die Klavierspielerin

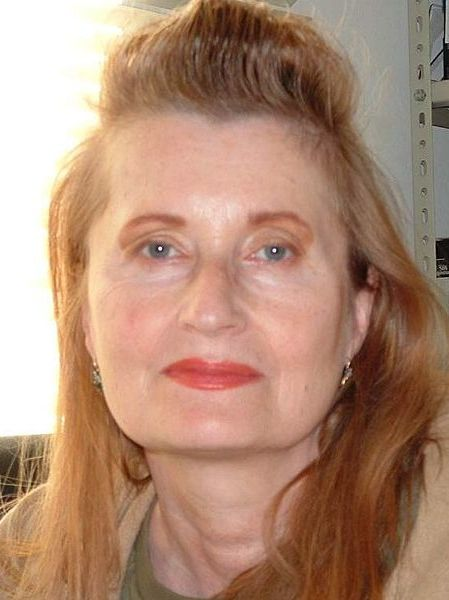
Elfriede Jelinek, 2004

Die Klavierspielerin ist ein Roman der österreichischen Schriftstellerin Elfriede Jelinek, der 1983 im Rowohlt Verlag veröffentlicht wurde.
Der Roman erzählt die Leidensgeschichte der Klavierlehrerin Erika Kohut, die von ihrer herrschsüchtigen Mutter zur Pianistin gedrillt wurde und unter dieser bedrückenden Kontrolle emotional und sexuell abstirbt. Erikas Versuch, ihre Frigidität in einem sadomasochistischen Verhältnis mit ihrem Schüler Walter Klemmer zu überwinden, scheitert und endet in der Vergewaltigung Erikas.
Der Roman zählt zu den bedeutendsten Werken Jelineks und kann der zeitgenössischen Literatur zum Thema Mutter-Tochter-Beziehung zugeordnet werden. Das autobiographische Motiv der Dressur eines Mädchens zur Musikerin durch eine geltungs- und herrschsüchtige Mutter findet sich auch in anderen Werken der Autorin, so z. B. im Roman Die Ausgesperrten und in der Tragödie Clara S.

## Inhalt
Hauptperson des Romans ist Erika Kohut, eine Klavierlehrerin am Wiener Konservatorium. Erika ist 36, lebt aber noch immer mit ihrer Mutter zusammen in einer Wohnung und teilt sich mit dieser seit der „Vertreibung“ und dem anschließenden Tod des kranken Vaters sogar das Ehebett. In dieser engen Umklammerung untersteht Erika fast vollständig der mütterlichen Kontrolle, welche ihr nicht einmal den Kauf von Kleidern gewährt. Zum Beispiel zerreißt die Mutter aus blinder Wut ein neu gekauftes Kleid Erikas und lässt weitere Kleider der Tochter verschwinden.
Das Ziel der Mutter ist es von Anfang an, aus ihrer Tochter eine Berühmtheit zu machen, sie vollständig zu kontrollieren und sie nicht aus den Augen zu lassen, um selbst nie alleine sein zu müssen. Schon als Kind wird Erika daher von ihrer Mutter zur Klavierspielerin dressiert; eine Solokarriere scheitert und sie nimmt deshalb eine Professur am Konservatorium an. Erika hat keine Privatsphäre, da das Zimmer, das sie bewohnt, nicht abschließbar und somit auch der ständigen Kontrolle der Mutter ausgesetzt ist.
Für die im Ruhestand befindliche alte Dame ist Erikas Geld die Hoffnung auf den baldigen Erwerb einer Eigentumswohnung, in der sie wieder zusammen mit ihrer Tochter wohnen kann. Die Mutter betrachtet Erika als ihr Eigentum und duldet kaum gesellschaftliche Kontakte, insbesondere nicht mit Männern. Kommt die Tochter nur 15 Minuten zu spät nach Hause, so gibt die Mutter keine Ruhe, bis sie den Grund des späten Kommens erfährt. Sie nutzt das Gewissen ihrer Tochter aus, um Erika für sich zu benutzen. Jedes durchschnittliche Verhalten anderer wird als primitiv und schlecht abgestempelt, wodurch Erika ihre Abgeschlossenheit nicht erkennt. Erika hat aber weiterhin Wünsche, beispielsweise wenn sie neue Kleidungsstücke bei ihren Mitschülerinnen sieht. Kann sie die jedoch nicht bekommen, versucht sie, diese zu zerstören. Zwanghaft stiehlt sie, obwohl sie das Diebesgut aus Angst anschließend in den nächsten Müllbehälter wirft.
In der bedrückenden Umarmung der Mutter stirbt die Tochter seelisch ab. Regelmäßig hält Erika kleine Konzerte ab, dabei zwingt sie Schüler und Schülerinnen mit ihren Eltern zur Anwesenheit, ansonsten bekommen die Schüler schlechte Noten. Doch auch die Musik, die für die Mutter den Wert der Tochter erhöhen soll, wird Erika zur bedrückenden Last, da die Mutter einfach zu viel fordert. Daher flüchtet sich Erika in Autoaggression und Voyeurismus. Zitat: „Sie prüft vorsichtig die Schneide, sie ist rasierklingenscharf. Dann drückt sie die Klinge mehrere Male tief in den Handrücken hinein, aber wieder nicht so tief, daß Sehnen verletzt würden. Es tut überhaupt nicht weh. Das Metall fräst sich hinein wie Butter.“
Erika besucht Peepshows und beobachtet Fremde beim Geschlechtsverkehr in Wiener Parks. Aber auch das verschafft ihr keine Befriedigung. Eines Tages, nachdem Erika ihrer Mutter vorgelogen hat, sie müsse abends noch zu einem Konzert, fährt sie nach Einbruch der Dunkelheit zum Wiener Prater und geht in den Praterauen spazieren. Ihr Ziel ist die Jesuitenwiese. Sie schleicht sich an ein Paar heran und beobachtet dabei den Geschlechtsakt. Der türkische Gastarbeiter bemerkt die Anwesenheit Erikas, kann sie jedoch nicht stellen. Weil Erika danach erst spät nach Hause kommt, prügelt die Mutter, die sich Sorgen gemacht hat und eigentlich längst schlafen wollte, auf sie ein, und Erika schlägt zurück, bis sie beide erschöpft am Boden liegen.
Oft spioniert die Klavierlehrerin ihren Schülern nach und überrascht sie beispielsweise, wenn sie sich die Standfotos eines Softpornos am Metro-Kino in der Johannesgasse anschauen. Sie selbst schaut sich solche Softpornos nur zweimal an, denn sie bevorzugt härtere Darstellungen. Als einzige Frau sucht sie auf dem Nachhauseweg vom Konservatorium einen Erotikladen auf, schließt sich in eine der Peepshow-Kabinen ein, beobachtet die nackten Frauen auf dem Drehteller, hebt ein „von Sperma ganz zusammengebackenes Papiertaschentuch“ vom Boden auf und riecht daran. Außerdem hat Erika stets eine sorgfältig eingewickelte Rasierklinge bei sich. Damit schneidet sie sich in den Handrücken oder auch vor einem alten Rasierspiegel ihres Vaters in die Schamlippen.
Als einer von Erikas Klavierschülern, der engagierte Sportler und Technikstudent Walter Klemmer sich entschließt, die Lehrerin zu erobern, ist Erika völlig überfordert. Klemmer nutzt jede Gelegenheit, in Erikas Nähe zu sein. Auch bei einer Probe in der Turnhalle einer Volksschule ist er im Publikum. Die Lehrerin weiß nicht, wie sie auf das Verhalten des Schülers reagieren soll, und ignoriert ihn daher. Die Zielstrebigkeit und Ausdauer Klemmers beeindruckt sie aber doch. Während eines Konzerts geht Erika hinaus, wickelt im Umkleideraum ein Wasserglas in ihr Taschentuch und zertritt es. Dabei achtet sie darauf, dass scharfkantige Splitter entstehen, die sie einer Flötistin, die zuvor mit Walter geflirtet hatte, in die Manteltasche steckt. Das Mädchen, dem der Mantel gehört, zerschneidet sich beim Anziehen des Mantels die Hand und schreit. Während Lehrer und Schüler zusammenlaufen, geht Erika anscheinend ruhig ein Stockwerk höher und uriniert im Schülerklo.
Klemmer folgt ihr und holt sie aus der Kabine. Er zwingt ihr einen Kuss auf, greift ihr unter den Rock, und während er vor Gier schluchzt, dringt er mit dem Zeigefinger in sie ein. Plötzlich drückt Erika ihn von sich weg und hält ihn auf eine Armlänge Abstand. Sie bleibt aufrecht stehen, öffnet den Reißverschluss an seiner Hose, holt seinen erigierten Penis heraus und masturbiert ihn. Sobald er versucht, etwas zu sagen oder sich ihr zu nähern, droht sie, ihn auf der Stelle stehen zu lassen. Unmittelbar bevor er zum Orgasmus kommt, zieht Erika ihre Hand von seinem Geschlechtsteil zurück. Klemmer drängt sie, weiterzumachen, aber „sie möchte es jetzt nicht mehr anfassen, um keinen Preis“ und verbietet ihm auch, zu masturbieren oder sich umzudrehen, wenn er sie noch einmal sehen wolle.
In der nächsten Klavierstunde mit Klemmer verhält Erika sich, als wäre nichts vorgefallen. Sie kritisiert nur die Leistungen ihres Schülers am Klavier. Am Ende der Stunde überreicht sie ihm einen verschlossenen Brief. Walter schlägt ihr vor, das Wochenende gemeinsam zu verbringen. Davor schreckt Erika jedoch zurück. Auf dem Heimweg folgt ihr Klemmer und holt sie im Treppenhaus ein. Als er ihr in die Wohnung folgt, ist die Mutter nicht erfreut über den ungebetenen Gast. Erika behauptet, sie müsse mit ihrem Schüler noch etwas besprechen, und geht mit ihm in ihr Zimmer. Weil es sich nicht abschließen lässt, schieben die beiden die Kredenz vor die Tür. Die Mutter glaubt, dieser junge Mann sei nur hinter ihren Ersparnissen her. Aus Wut und Hilflosigkeit trinkt sie diverse Liköre, um sich zu beruhigen.
Währenddessen verlangt Erika von Klemmer, den Brief zu lesen. In diesem Umschlag stehen die geheimsten Wünsche Erikas. Sie schreibt, Klemmer solle sie schlagen, knebeln, anschreien und vergewaltigen. „Wenn ich flehe, dann tue nur so, als ob du es tun wolltest, in Wirklichkeit ziehe die Fesseln bitte noch fester, noch strammer zusammen, und den Riemen ziehe mindestens um 2-3 Löcher, je mehr, desto lieber ist es mir, fester zusammen, und außerdem stopfe mir dann noch alte Nylons von mir, die bereitliegen werden, derart fest in den Mund als es geht und knebel mich so raffiniert, daß ich nicht den geringsten Laut von mir geben kann.“ So hat Klemmer sich das nicht vorgestellt; er rennt aus der Wohnung. Weil Klemmer nicht mehr zu den Klavierstunden erscheint, wartet Erika nach seinem Klarinettenunterricht auf ihn und zerrt ihn anschließend in eine Abstellkammer der Putzfrauen. Sie kniet sich vor ihm auf den Boden und nimmt seinen Penis in den Mund, aber es kommt zu keiner Erektion.
Frustriert über sein sexuelles Versagen läuft Klemmer in den Park, um einen Flamingo zu töten. Er findet kein Tier, erschreckt dafür aber ein jugendliches Liebespaar, das er mit einem Knüppel bedroht. Dann masturbiert er auf der Straße vor dem Haus, in dem Erika mit ihrer Mutter wohnt. Mitten in der Nacht ruft er sie an und verlangt, dass sie ihm öffne. Kaum öffnet sie die Tür stürmt er in ihre Wohnung, ohrfeigt Erika, rammt ihr die Faust in den Magen und tritt auf sie ein, als sie sich am Boden krümmt. Die Mutter will die Polizei anrufen, aber Klemmer stößt sie ins Schlafzimmer zurück und sperrt sie ein. Bevor er Erika vergewaltigt, trinkt er erst noch in der Küche ein Glas Wasser.
Erika geht am nächsten Tag mit einem Messer bewaffnet zur Technischen Hochschule, ohne zu wissen, ob sie Klemmer umbringen oder zurückgewinnen will. Sie entdeckt ihn inmitten einer Gruppe fröhlicher Kommilitonen und beobachtet, wie er mit einem Mädchen flirtet. Das lenkt Erikas Aggression auf sie selbst. Leidenschaftslos sticht sie sich das Messer statt ins Herz in die Schulter und geht blutend nach Hause.

## Kritik und Interpretation
Die Klavierspielerin erfuhr unterschiedliche Kritik, fand in Rezensionen aber meist betroffene Anerkennung. Gelobt wurde vor allem die außergewöhnlich bildhafte Sprache des Romans. Auch besteht in der Wissenschaft weitgehende Einigkeit, dass die von Elfriede Jelinek gewählte drastische Darstellung der Vorgänge vor allem der Wirklichkeitsnähe dient.
Dabei gibt es in der Forschung die Tendenz, Die Klavierspielerin als „eine Entmystifizierung der Liebe zwischen Mann und Frau zu lesen, die die Wahrheit dahinter, nämlich den Sadomasochismus als Ausdruck des Krieges der Geschlechter entdecke“.
Sigrid Löffler formulierte ihre Sicht folgendermaßen: „Die Tragödie der Klavierspielerin Erika Kohut besteht darin, dass sie alle Voraussetzungen zur genialen Künstlerin mitbringt – außer Genie. Verachtung alles Gewöhnlichen, hochmütige Absonderung im Bewusstsein der eigenen unantastbaren Kostbarkeit, äußerst reizbare musikalische Empfindlichkeit, hoch gezüchteter Qualitätsanspruch an sich und die Umwelt, exklusive Hingabe an die Musik, Sublimierung der Sexualität in Kunst, stolze Einsamkeit der nur auf ihr Werk konzentrierten Künstlerin – all das ist reichlich vorhanden. Aber zur großen pianistischen Künstlerschaft, die solchen Habitus erst rechtfertigen könnte, hat es nicht gereicht. (...) Unentwegt wechselt die Position des Erzählers. Wer da eigentlich spricht, ist in den gleitenden Übergängen zwischen Erzählerkommentar und Figurenrede, zwischen Reflexion und Rollenprosa kaum mehr auszumachen. Die Sprache selber ist es, die da höhnt und feixt, grimassiert und spottet, seziert, verzerrt, persifliert, Zitate verhunzt und noch die horrendste Mitteilung durch möglichst geschmacklose Witze und Metaphern bricht.“.
Die österreichische Literaturkritik sah es positiver: „In keinem anderen Werk jagt „unsere“ Nobelpreisträgerin virtuoser über ihre sprachliche Klaviatur. Klar, besonders harmonisch geht‘s nicht zu, wenn die Jelinek ein Konzert für Hass, Macht und Zerstörung gibt, aber trotz der brutalen Präzision, mit der sie die bürgerliche Verlogenheit tranchiert, blitzt auch in diesem beklemmenden Roman zwischen den Zeilen immer wieder dieser unergründlich sarkastische Humor durch, mit dem Elfriede Jelinek ihr feinstes literarisches Instrument bespielt: die Selbstironie.“
Als das eigentliche Interpretationsproblem beziehungsweise den „eigentümlich widerständigen Zug“ des Werkes kann man die Tatsache ansehen, dass der Roman „zwar eine psychoanalytische Dechiffrierung anbietet(, diese) aber zugleich durch eine forcierte Vorwegnahme unterläuft“.
Marlies Janz nannte das Problem direkt beim Namen:
„Der Text selbst spricht aus, daß Erika der mütterliche Phallus ("Anhängsel") und zugleich der Ehemann ("bis dass der Tod sie scheidet") ist. Die psychoanalytische Deutung dieser Mutter-Tochter-Beziehung muß also nicht erst in der Interpretation geleistet werden, sondern wird vom Text selbst explizit gemacht. Die Pointe des erzählerischen Verfahrens von Die Klavierspielerin ist geradezu, daß der Text gleichsam nichts mehr zu deuten übrig läßt, sondern selbst die Psychoanalyse der Figuren ausspricht und sie zu deren Figuration werden läßt“.
Dennoch hielt es manche Autoren nicht davon ab, selbst eine psychoanalytische Deutung des Romans zu versuchen. Bei der gewählten Sprache des Werks fällt noch der „performative Widerspruch“ auf, da er in einer Sprache der Gewalt die Auswirkungen von Gewalt gegenüber einer Frau denunziert.
Jelinek selbst sieht die Klavierlehrer als Sklaven der Musikkultur, da ihr Beruf keinerlei Kreativität erlaubt. Es sei nicht einmal Leben in ihnen. In ihrem Buch habe sie dieses Manko überspitzt zum Ausdruck gebracht.

## Kohut
Die Protagonistin Erika Kohut hat einen Namensvetter im Psychoanalytiker Heinz Kohut, ein jüdischer Wiener Emigrant, dessen Theorie der narzisstischen Persönlichkeitsstörung zum Zeitpunkt der Literaturentstehung an Einfluss gewann.

## Verfilmung
2001 verfilmte Regisseur Michael Haneke das Buch unter dem Titel Die Klavierspielerin mit Isabelle Huppert als Erika Kohut und Benoît Magimel als Walter Klemmer. Der Film ist eine der international erfolgreichsten österreichischen Filmproduktionen der letzten Jahre.

### Ausgaben
- Elfriede Jelinek: Die Klavierspielerin. Rowohlt Verlag, Reinbek 1983 (Erstdruck)
- Elfriede Jelinek: Die Klavierspielerin. Rowohlt Verlag, Reinbek 1986, ISBN 3-499-15812-4

### Sekundärliteratur
- Michael Fischer: Trivialmythen in Elfriede Jelineks Romanen „Die Liebhaberinnen“ und „Die Klavierspielerin“ Röhrig, St. Ingbert 1991 ISBN 3-924555-75-3
- Frank Rainer Max & Christine Ruhrberg (Hrsg.): Reclams Romanlexikon. Philipp Reclam jun., Stuttgart 2000 ISBN 3-15-010474-2
- Marlies Janz: Die Klavierspielerin In: Marlies Janz:  Elfriede Jelinek. Stuttgart / Weimar 1995, S. 71–86. (=Sammlung Metzler 286) ISBN 3-476-10286-6
- Caroline Eliacheff & Nathalie Heinich: Mütter und Töchter. Ein Dreiecksverhältnis Über Literatur- und Filmmotive. Walter-Patmos, Düsseldorf 2004 ISBN 3530421758. Aus dem Franz. von Horst Brühmann. S. 38ff. (Kap. "Passionierte Mütter und ihre erwachsenen Töchter")
- Elizabeth Wright: Eine Ästhetik des Ekels. Elfriede Jelineks Roman „Die Klavierspielerin“. in: Text + Kritik, VIII/1999: Elfriede Jelinek, S. 83–91
- Delf Schmidt: Der unsichtbare Zweite, Eröffnungsvortrag zum Thementag „Die Kunst des Lektorats“, beim Internationalen Literaturfestival Berlin 2016. Abgedruckt in: VOLLTEXT, 4/2016